# 陳常道 (正德進士)
參數所指定的目標頁面不存在，建議更正成存在頁面或直接建立下列一個頁面（建立前請先搜尋是否有合適的存在頁面可以取代）：
- 陳常道

陳常道（1469年—？年），字正夫，福建泉州府晉江縣人，軍籍。

## 生平
治《詩經》，行二，由國子生中式甲子科（1504年）福建鄉試第三十二名舉人，年四十歲中式正德三年（1508年）戊辰科會試第一百二名，第三甲第二百三十名進士。官南京大理寺评事。

## 家族
曾祖陳純。祖父陳生。父陳源。母谢氏。永感下。兄常經。